# 建德路
建德路，元朝时设置的路。
南宋咸淳元年（1265年），改严州为建德府，元朝改为建德路，治建德县（今浙江省建德市东北），属江浙行省管辖。辖境相当今浙江省新安江、桐江流域。下辖建德县、桐庐县、淳安县、寿昌县、分水县、遂安县等县。朱元璋于1358年改为建安府。